# Tanaecia miyana
Tanaecia miyana är en fjärilsart som beskrevs av Hans Fruhstorfer 1913. Tanaecia miyana ingår i släktet Tanaecia och familjen praktfjärilar. Inga underarter finns listade i Catalogue of Life.